# Dorfkirche Bindfelde

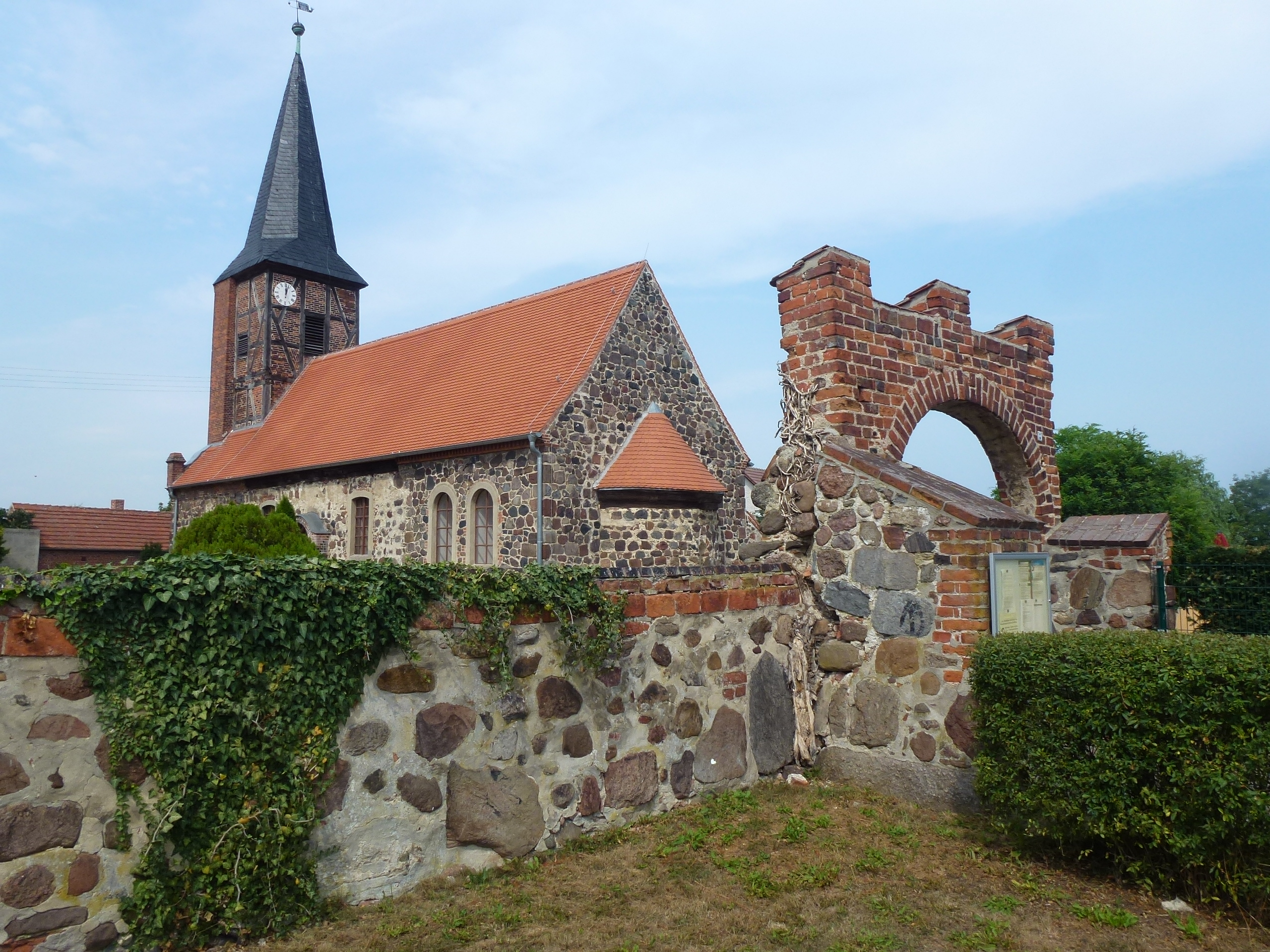
Dorfkirche Bindfelde

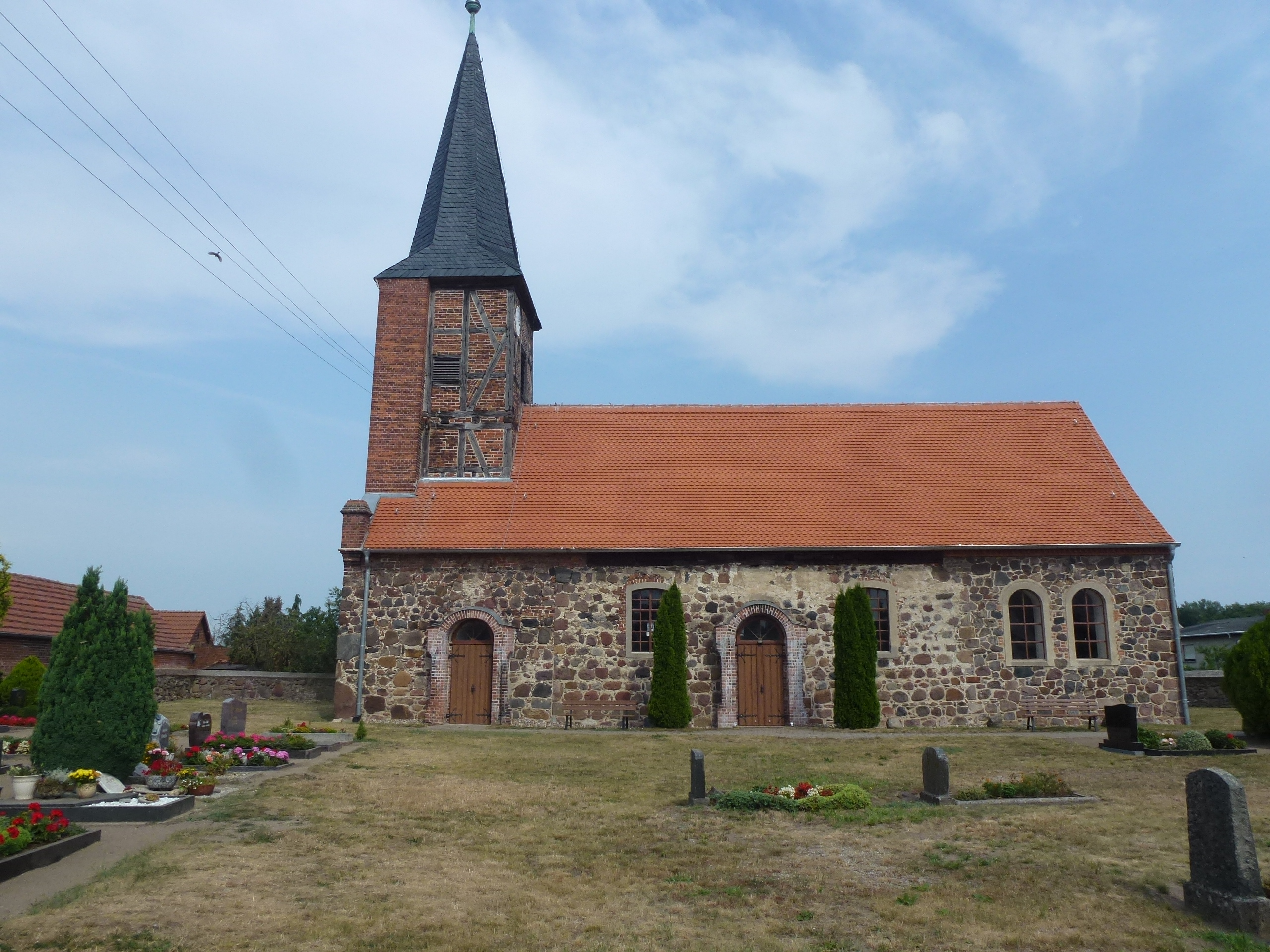
Ansicht von Süden

Die evangelische Dorfkirche Bindfelde ist eine romanische Saalkirche im Ortsteil Bindfelde von Stendal im Landkreis Stendal in Sachsen-Anhalt. Sie gehört zur Kirchengemeinde Bindfelde im Evangelischen Kirchenkreis Stendal der Evangelischen Kirche in Mitteldeutschland.

## Geschichte und Architektur
Die Kirche ist eine rechteckige romanische Saalkirche aus Feldstein mit Chor und Apsis, die vermutlich aus der Mitte des 13. Jahrhunderts stammt. Sie steht auf einem Friedhof mit einem zinnenbewehrten Backsteintor aus dem 16. Jahrhundert. Vom Westturm aus der Zeit um das Ende des 13. Jahrhunderts ist nur noch der mit dem Schiff verbundene Unterbau erhalten, über welchen das Satteldach des Schiffs gezogen ist. Darüber ist ein quadratischer Fachwerkturm aus den Jahren 1737/1739 erbaut, die Westwand wurde im 19. Jahrhundert neugotisch aufgeführt.
In der Apsis ist noch eine heute vermauerte romanische Fensteröffnung erhalten, im Chor ein Rundbogenfenster aus dem 19. Jahrhundert, die übrigen stichbogigen Fenster stammen aus der Zeit des barocken Umbaus.
Im Innern sind Schiff und Chor durch einen breiten rundbogigen Chorbogen geschieden; das Schiff ist mit einer Flachdecke geschlossen, der Chor mit einem Kreuzrippengewölbe vermutlich vom Beginn des 16. Jahrhunderts gedeckt.

## Ausstattung
Das Hauptstück der Ausstattung ist ein Kanzelaltar aus der Zeit um 1737/1739; der Kanzelkorb wird von Figuren des Petrus und des Paulus flankiert. Im Chor ist ein barocker Taufengel erhalten, der eine Krone hält.
Eine Bronzeglocke aus dem Jahr 1530 befand sich bis 1738 in der Kirche des Franziskanerklosters Stendal. Sie trägt die Inschrift „anno do[min]i mvcxxx“.